# 洪慈庸
洪慈庸（1982年12月20日—），臺灣政治人物，曾任第9屆立法委員與立法院長機要顧問。
2013年，在弟弟洪仲丘於中華民國陸軍服兵役並遭不當對待致死後，致力於與中華民國國防部等事件有關單位交涉，並開始為大眾所知。
2015年，加入剛成立之時代力量，於臺中市第三選舉區代表該黨參選於2016年中華民國立法委員選舉。在民主進步黨支持下擊敗挑戰時任中國國民黨籍立委楊瓊瓔，順利當選。2019年8月13日，退出時代力量並參與成立跨黨派陣線，協助時任中華民國總統蔡英文競選連任。2020年，在立法委員選舉中以969張得票數之差距，敗給剛卸任臺中市副市長的楊瓊瓔。
卸任立委後不久即獲聘為立法院機要顧問，直至2022年3月為配合其夫卓冠廷參選新北市議會議員請辭。

## 生平

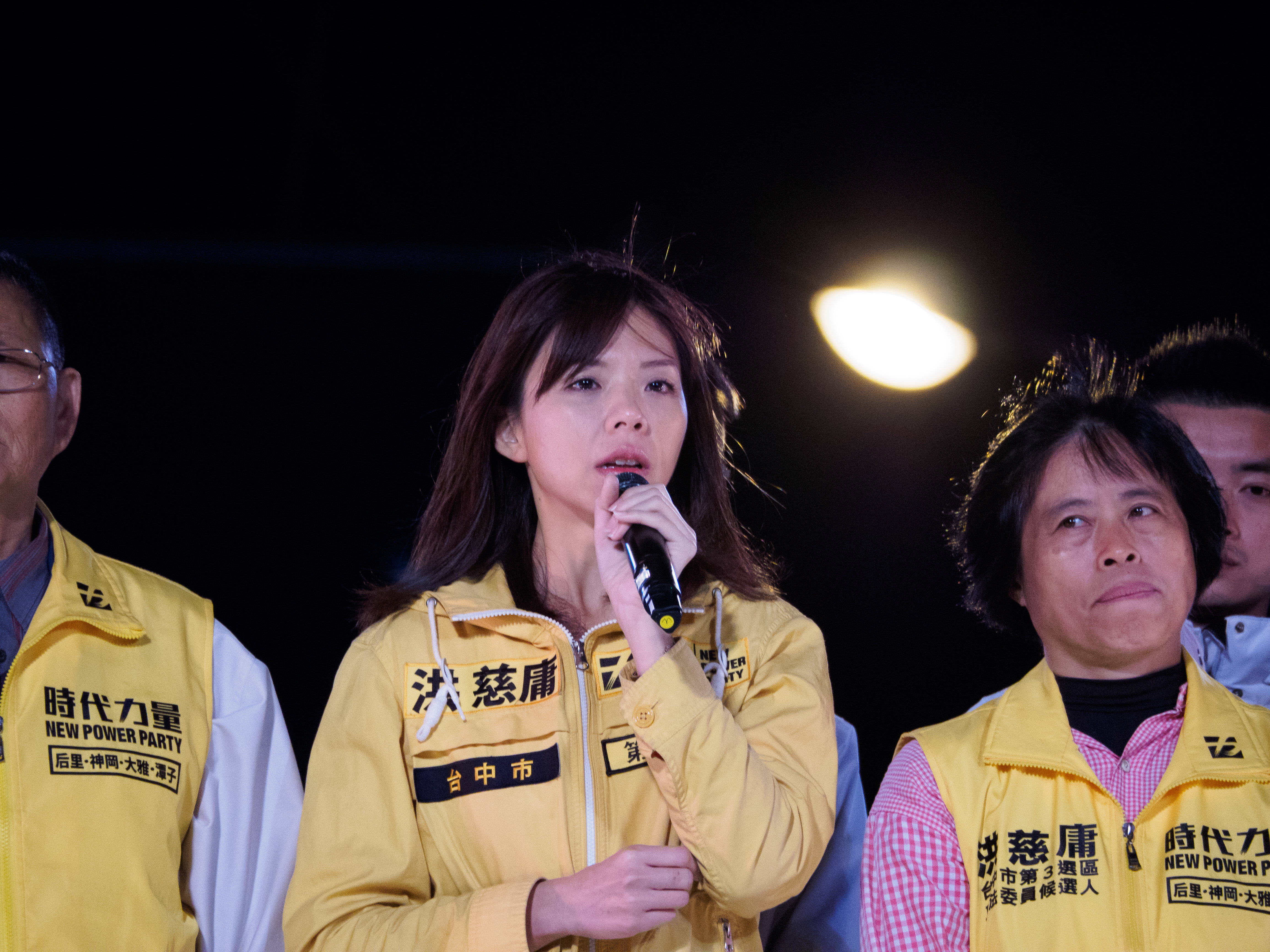
代表時代力量參選立法委員的洪慈庸

洪慈庸生長於臺中市后里區，在原生家庭七個孩子中排行第五，前有四個姊姊，自幼被洪家父母收養。其弟弟洪仲丘是被過繼而來，兩人相差七歲，無血緣關係，但感情深厚。洪慈庸五專畢業後，就讀國立高雄技術學院行銷管理系。洪仲丘案發生時擔任遠綠科技公司行銷企劃一職。

### 洪仲丘事件
2013年7月3日，洪慈庸的弟弟、陸軍義務役下士洪仲丘帶手機進軍營違反軍中規定被處以禁閉，進而在禁閉室操練時死亡，引起社會關注。民間籌組「公民1985行動聯盟」發起公民運動，最後促使修正中華民國《軍事審判法》，是為「洪仲丘事件」。洪案發生後，洪慈庸行使公司准允無限期休假處理家務事之權利，成為洪家對外發聲的窗口。更數度以犀利言詞抨擊軍檢及政府。

### 參政歷程
洪仲丘案落幕後，洪慈庸於2014年九合一選舉時，數度表態政治立場。3月，在民進黨台北市長候選人初選期間，洪慈庸便替洪案發生第一時間給予幫助的顧立雄錄製電台廣告。11月28日選前之夜，洪慈庸同舅舅胡世和一齊出席替民進黨提名的台中市市長候選人林佳龍站臺。
2015年1月，民進黨私下勸進洪慈庸以無黨籍身分參選立委；1月23日，時代力量創黨。由於創黨成員邱顯智、曾威凱、胡博硯、劉繼蔚等為洪案義務律師團成員，洪慈庸出席但表示不入黨、沒有從政念頭。不過，洪慈庸最後考量當時台灣年輕人在兩大黨掌控下難以參政，希望運用累積的能量促進青年參政；因此在2月24日，與林昶佐宣佈代表時代力量政黨參選。
洪慈庸參選臺中市第三選舉區，範圍包括后里區、神岡區、大雅區和潭子區四區。民進黨評估選情艱困，因此選擇禮讓時代力量。時任民進黨主席及總統候選人的蔡英文，在9月3日為洪慈庸站臺表示支持。媒體報導洪慈庸在新會期希望進入立法院衛生環境委員會而不是外交國防委員會，遭到白色正義社會聯盟、李富城非議。而洪慈庸則在臉書發文表示，要維護軍中人權不一定要進到國防外交委員會。

### 家庭與個人生活
舅舅胡世和原以無黨籍身分與民進黨時任不分區立委吳秉叡角逐2016年中華民國立法委員選舉新北市第四選舉區（新莊區），經過民調由吳秉叡勝出。
2017年4月24日，洪慈庸與卓冠廷宣布於臺中市北區戶政事務所登記結婚，並於Facebook公布喜訊，隨後於當日晚上宴請親友。卓冠廷表示，此次結婚經雙方父母同意，並決定不辦正式的結婚儀式，以登記結婚為之。據《聯合新聞網》報導，由臺中市長林佳龍的夫人廖婉如於2016年9月代表卓家向洪家提親；而卓冠廷父親卓建國則說，卓洪二人在2017年農曆年後回到卓冠廷的鶯歌老家，向家人報告決定結婚。

### 退出時代力量
2019年8月13日，洪慈庸在記者會宣布退出時代力量，她表示因為黨中央似乎沒有要積極處理路線分歧問題的意思，因此在溝通多次後選擇退出，讓時代力量能在現有決策機制裡，往它想要走的方向前進。

### 立法院長顧問
2020年2月27日，洪慈庸於立委選舉敗選過後接受時任立法院院長游錫堃邀請，出任立法院長辦公室機要顧問。
2022年3月8日，為配合其夫卓冠廷參選新北市議員後輔選工作及女兒的教養，洪慈庸辭去立法院長顧問一職，同月16日由前立委周雅淑接任。

## 立法委員

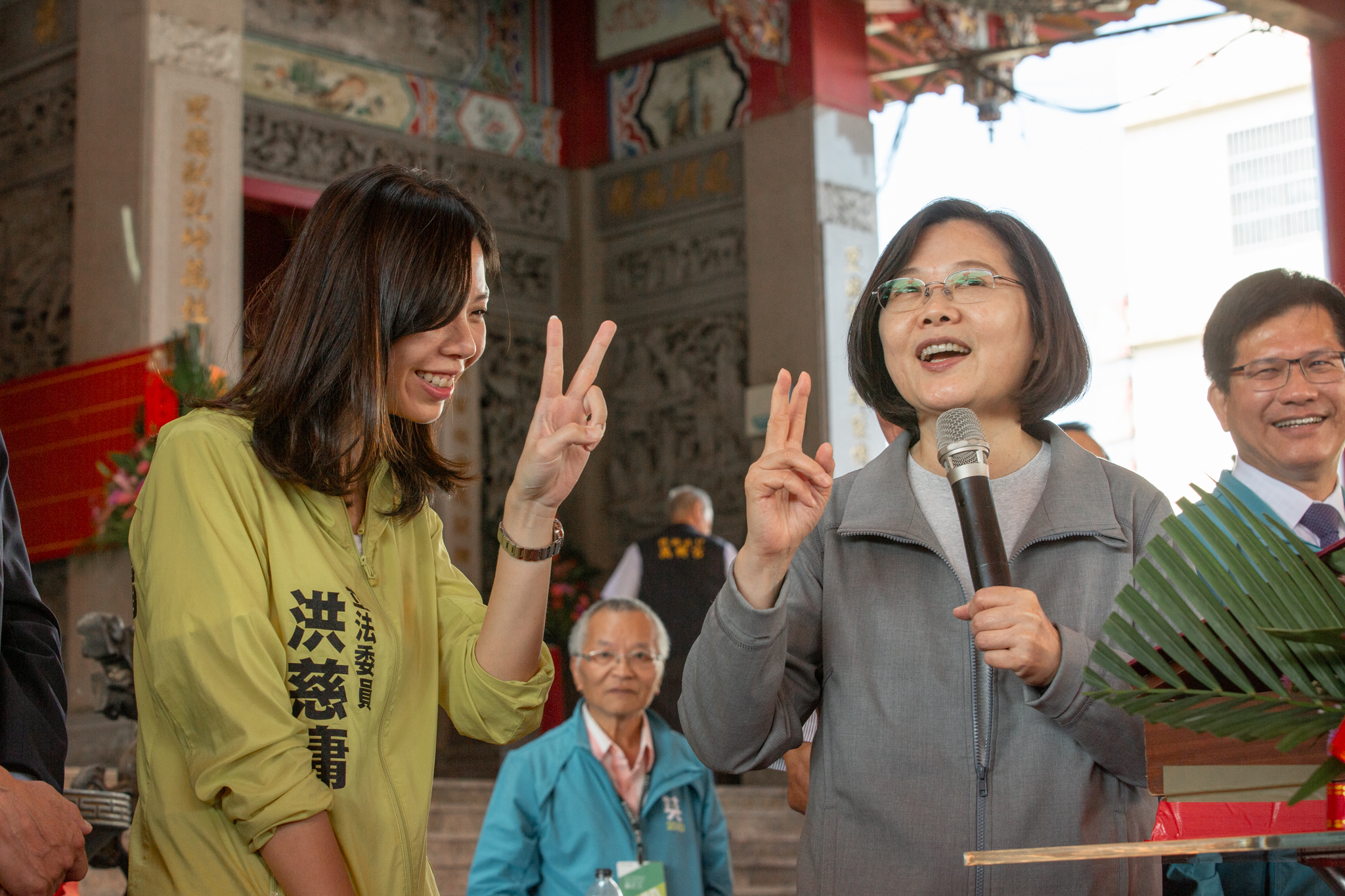
洪慈庸與蔡英文

2015年5月10日，洪慈庸首次以立法委員參選人身分掃街拜票；8月31日，臺北市市長柯文哲陪同輔選，並在過程中稱讚洪慈庸在洪仲丘事件過程中表現優異「如果不是洪慈庸，不會有廿萬大軍走上街頭」、「洪能冷靜面對排山倒海的壓力，『比我還厲害』」；9月3日，民主進步黨主席蔡英文首度跨黨幫忙站台，蔡英文表示「民進黨與時代力量最大交集是洪慈庸」，並呼籲給年輕人一個表現的機會；10月9日，臺中市市長林佳龍接下洪慈庸競選總部的主任委員，林佳龍表示已下達動員令，要民進黨基層力量全力為洪慈庸輔選，並將小英後援會轉為洪慈庸後援會。林佳龍跨黨派成為候選人的主任委員，是台灣政黨政治和政治選舉史上的首次；10月15日，洪慈庸承諾如果被公民監督國會聯盟評為待觀察立委，就會立刻辭職以示負責。公督盟肯定洪慈庸自律負責的表現，並強調洪慈庸是首位主動承諾若列入待觀察名單就辭職的立委候選人；10月25日，蔡英文與洪慈庸后里聯合競選總部成立，臺中市市長林佳龍、臺南市議員王定宇、知名評論人鍾年晃以及臺中市議員蕭隆澤、曾朝榮、何文海、翁美春、張雅旻皆到場力挺。

## 選舉紀錄
| 年度 | 選舉屆數           | 選舉區           | 所屬政黨 | 得票數 | 得票率 | 當選標記 | 備註 |
| ---- | ------------------ | ---------------- | -------- | ------ | ------ | -------- | ---- |
| 2016 | 第九屆立法委員選舉 | 臺中市第三選舉區 | 時代力量 | 93,451 | 53.87% |          |      |
| 2020 | 第十屆立法委員選舉 | 臺中市第三選舉區 | 無黨籍   | 90,213 | 45.79% |          |      |

## 外部連結
- 洪慈庸的Facebook專頁
- 洪慈庸的Instagram帳戶
- YouTube上的洪慈庸頻道
- YouTube上的寶島全世界-鄭弘儀專訪洪慈庸（繁體中文）
- YouTube上的洪慈庸參選早餐會（繁體中文）

| 政党职务    | 政党职务                                             | 政党职务    |
| ----------- | ---------------------------------------------------- | ----------- |
| 時代力量    |                                                      |             |
| 前任： 首任 | 時代力量立法院黨團書記長 2016年2月1日－2019年8月13日 | 繼任： 暫缺 |